# Sant Adrià de Besòs
Sant Adrià de Besòs és un municipi de la comarca del Barcelonès, dins l'àrea metropolitana de Barcelona.

## Geografia
- Llista de topònims de Sant Adrià de Besòs (Orografia: muntanyes, serres, collades, indrets..; hidrografia: rius, fonts...; edificis: cases, masies, esglésies, etc).

El terme municipal de Sant Adrià de Besòs ocupa una àrea de 3,82 km². Situat a la comarca del Barcelonès, limita al sud-oest amb Barcelona, al nord-oest amb una petita franja de Santa Coloma de Gramenet, nord-est amb Badalona i al sud-est amb la mar Mediterrània.
| Santa Coloma |  | Badalona     |
|              |  |              |
| Barcelona    |  | Mediterrània |

El territori és costaner i ocupa la desembocadura del Besòs, a banda i banda del riu, que divideix el terme de manera irregular, d'acord amb els límits fixats el 1955. El terreny és generalment pla, tret d'un petit turó on es va formar el nucli antic de la població; el sòl està compost de materials tous mercès de les avingudes del riu. Dominat per l'àmbit urbà, Sant Adrià forma una conurbació amb les ciutats de Badalona i Santa Coloma.

## Història
Durant l'època medieval, Sant Adrià va ser un feu del bisbat de Barcelona, amb el títol de baronia, de la qual el bisbe n'era senyor de la jurisdicció civil i criminal, i tenia com a representant un batlle. En tot cas, el poblament fou lent a causa de la presència d'aiguamolls i les riuades del Besòs, que inundaven la plana. En tot cas, l'origen de la població és l'església parroquial de Sant Adrià, documentada el 1012, quan el bisbe Deodat de Barcelona cedeix a la canonja de la catedral alguns predis i delmes, formats per algunes terres de conreu, boscos i prats, tret d'uns molins que hi havia en el lloc.
El fet que fos un feu diocesà, va provocar nombrosos conflictes amb el veguer de Barcelona i els consellers de la ciutat, atès que Sant Adrià es trobava dins del territori que regia la ciutat de Barcelona. La presència de l'església va afavorir la fundació d'un monestir a la localitat, que, tanmateix, va ser destruït, juntament amb el poble, pels musulmans en la ràtzia de 1114.
Durant l'època moderna, la localitat va ser saquejada pels pirates barbarescos el 1564 i pels francesos el 1697. Això i les contínues riuades van propiciar una despoblació gairebé total. No obstant això, al segle xviii gràcies a la més estable situació política, es van anar creant tot un seguit de masies, sobretot una expansió molt important de l'agricultura en la zona.
A mitjan segle xix, Pascual Madoz va descriure el terme municipal de Sant Adrià com una zona de pla travessada, per una banda, pel camí ral, i de l'altra pel riu Besòs, les aigües del qual movien un molí fariner. Aleshores el poble tenia 42 cases i 202 habitants. El descriu com una zona agrícola on, malgrat la pobra qualitat d'algunes terres, la presència del riu afavoria el conreu de regadiu, juntament amb l'aplicació dels seus habitants i a un acurat cultiu. Els productes principals eren vi, blat, llegums, hortalisses i fruites diverses. També hi esmenta la presència de boscos de pollancres i xops a ambdós marges del riu Besòs, que habitualment es podia creuar a peu, però que les riuades feien de vegades impracticable i provocava perjudicis considerables a la població.
A finals de segle xix i a començaments del segle XX es va convertir en un lloc d'esbarjo dels barcelonins, que acudien a una font natural d'aigua anomenada popularment La Mina i que dona actualment nom a un dels barris més coneguts del municipi. El mateix Ildefons Cerdà en el seu projecte de l'eixample de Barcelona reservava Sant Adrià com una zona verda i de boscos, on l'avinguda Diagonal aniria a parar.
No obstant això, durant els anys 20 i 30 Sant Adrià va conèixer una immigració massiva, amb formació de barris d'immigrants espanyols (sobretot murcians, andalusos i gallecs), triplicant la població i formant nous barris. La Catalana, amb la central elèctrica que donaria el nom al barri, és un d'aquests exemples. La fàbrica de cartró, a la zona alta de Sant Adrià o indústries com Can Baurier, al Barri de Sant Joan Baptista, van propiciar aquest augment de població i de la implantació de la indústria per la proximitat al riu i a Barcelona ciutat.
El 1929 un reial decret agrega el municipi de Sant Adrià als termes municipals de Barcelona i Badalona (amb el riu com a límit intermunicipal). No obstant, aquesta agregació no va ser acceptada pel consistori adrianenc que va recórrer el decret. Els tràmits sobre aquesta qüestió es van allargar fins a la proclamació de la II República Espanyola el 1931, moment en què el procés queda aturat i no se'n té més notícia. No serà fins molts anys més tard, el 1958, que es recupera aquesta qüestió i es considera que, en tant que l'agregació no s'ha arribat a produir, el decret de 1929 queda anul·lat i Sant Adrià manté la seva autonomia municipal.
Entre 1936 i 1939 el poble va passar a ser anomenat Pla de Besòs. Durant la Guerra Civil espanyola, Sant Adrià va patir importants bombardeigs sobre les infraestructures com les centrals tèrmiques que van afectar també a la població civil. En acabar la guerra, la zona anomenada Camp de la Bota va ser l'espai utilitzat per a portar a terme moltes de les execucions de presos.
Als anys 50 es va desfermar un veritable creixement demogràfic, amb l'arribada de centenars d'immigrants de la resta de l'Estat el que va propiciar la creació de barris dormitoris en la línia de la resta de ciutats del cinturó de Barcelona: urbanització forçada, destrucció d'antigues masies, ordenació irregular, nul·la planificació, etc.
Actualment, amb 33.075 habitants (l'any 2000), la fins al moment vila ha passat a convertir-se en ciutat, tot i que formalment encara no en té el títol, i continua sent una vila. Hi predominen el sector terciari i un diversificat sector secundari. Els greus problemes que hi ha, sobretot a barris com La Mina i La Catalana, s'estan intentant solucionar.
Entre els plans urbanístics més importants de la vila hi ha la reurbanització de tot el anomenat "Front Litoral", que constitueix les tres xemenies i el seu entorn. A més de la finalització de la construcció d'habitatges del barri La Catalana.
Als darrers anys, gràcies al Fòrum de les Cultures, i principalment per un intens projecte de ciutat iniciat per l'Ajuntament, així com l'ajuda rebuda per la Generalitat de Catalunya i la Comissió Europea (Projecte de Barris, Pla d'Educació d'Entorn) s'ha iniciat tot un procés de reurbanització i reconversió de la vila. Aquestes iniciatives s'han trobat en alguns moments amb l'oposició d'alguns ciutadans, però malgrat això s'està transformant el municipi.

## Demografia
| 1515 | 1553 | 1787 | 1887 | 1900 | 1920  | 1950   | 1970   | 2010   | 2024   |
| 8    | 5    | 111  | 271  | 418  | 1.073 | 10.227 | 24.452 | 34.104 | 38.490 |

## Política

### Llista d'alcaldes
Llista d'alcaldes des des les eleccions democràtiques de 1979:
| Període   | Alcalde                     | Partit          |
| 1979-1982 | Josep Vilanova i Vila       | Logotip del PSC |
| 1982-1992 | Antoni Meseguer i Mateo     | Logotip del PSC |
| 1992-1995 | Jaume Vallès i Muntadas     | Logotip de CIU  |
| 1995-1996 | Antoni Meseguer i Mateo     | Logotip del PSC |
| 1996-2013 | Jesús Maria Canga i Castaño | Logotip del PSC |
| 2013-2021 | Joan Callau i Bartolí       | Logotip del PSC |
| 2021-Avui | Filo Cañete Carrillo        | Logotip del PSC |

#### Eleccions municipals del 2015
| Candidatura | Candidatura                          | Cap de llista        | Vots   | Regidors | % vots |
| ----------- | ------------------------------------ | -------------------- | ------ | -------- | ------ |
|             | Partit dels Socialistes de Catalunya | Joan Callau          | 3.481  | 6        | 27,64  |
|             | Ciutadans                            | Pedro Sánchez        | 1.661  | 3        | 13,19  |
|             | Sant Adrià en Comú                   | Joan Belda           | 1.631  | 3        | 12,95  |
|             | ICV-EuiA-E                           | Gregorio Belmonte    | 1.313  | 2        | 10,43  |
|             | Moviment d'Esquerres                 | Isabel Marcuello     | 1.114  | 2        | 8,85   |
|             | Esquerra Republicana de Catalunya    | Rubèn Arenas         | 1.094  | 2        | 8,69   |
|             | Partit Popular                       | Jesús García-Bragado | 1.013  | 2        | 8,04   |
|             | Convergència i Unió                  | Xavier Soley         | 717    | 1        | 5,69   |
|             | Plataforma per Catalunya             |                      | 396    | -        | 3,14   |
|             | En blanc                             |                      | 172    | -        | 1,37   |
|             | nuls                                 |                      | 124    | -        | 0,98   |
| Total       | Total                                | 12.716               | 12.716 | 21       |        |

#### Eleccions al Parlament de Catalunya del 2015
| Candidatura | Candidatura | Cap de llista        | Vots   | Regidors | % vots |
| ----------- | ----------- | -------------------- | ------ | -------- | ------ |
|             | C's         | Inés Arrimadas       | 4.233  |          | 24,08  |
|             | PSC         | Miquel Iceta         | 3.459  |          | 19,68  |
|             | JxSí        | Raül Romeva          | 3.325  |          | 18,92  |
|             | PP          | Xavier Garcia Albiol | 2.471  |          | 14,06  |
|             | CSQP        | Lluís Rabell         | 2.386  |          | 13,57  |
|             | CUP         | Antonio Baños        | 1.020  |          | 5,80   |
|             | Altres      |                      | 591    |          | 3,37   |
| Total       | Total       | 17.643               | 17.643 |          | 69,03  |

## Esports
La construcció el 2001 de la Ciutat Esportiva del Reial Club Deportiu Espanyol és un dels elements més destacats del municipi pel que fa als esports.
Sant Adrià de Besòs compta amb dos poliesportius i diverses entitats i clubs:
- Club de Tennis Sant Adrià
- Club Esportiu Sant Gabriel,
- Club de Lluita La Mina
- Unió Basquet Sant Adrià (UBSA)
- Club bàsquet Femení Sant Adrià (a 1a divisió femenina).
- Club de Voleibol Sant Adrià
- Club d'Hoquei Tucans
- Club Gimnàstica La Mina Gervasio Deferr

## Personatges destacats
Al llarg del temps diverses personalitats destacables per la seva trajectòria en diversos camps han tingut relació amb Sant Adrià de Besòs:
- Benet Bails, matemàtic (1731-1797)
- Antoni Malet, activista (1879 - 1909)
- Hermínia Roca i Salvador, actriu i política (1888 - ?)
- Pere Ribot Sunyer, poeta i sacerdot (1908 - 1997)
- Bonaventura Jofre, víctima del cop d'estat de juliol 1936 (1913 - 1936)
- Joan Rovira i Costa, cronista de Sant Adrià (1914-1991)
- Elvira Godàs i Vila, mestra (1917 - 2015)
- Joan Giralt Banús, dibuixant de còmics (1922 - 2011)
- Luisa Alba Cereceda, activista social (1928 - 2011)
- Francesc Botey, sacerdot i activista (1931 - 1996)
- Maria Àngels Rosell Simplicio (1931-2016), treballadora social i política
- José Sánchez, pilot de motocicletes (1937)
- Lluís Raluy, pallasso (1942 - 2021)
- Josep Maria Monferrer, educador (1942)
- Jaume Valls i Ortiz, polític (1956)
- José Luis Ruiz Casado, polític assassinat per ETA (1958 - 2000)
- Isabel Coixet, directora de cinema (1960)
- Joan Plaza, entrenador de bàsquet (1963)
- Rafael Perona Cortés, activista pels drets del poble gitano (1965 - 2020)
- Javier Pérez Andújar, escriptor (1965)
- Montse Cortés, cantaora (1972)
- José Sabaté "Pez", grafiter (1976)
- Gervasi Deferr Ángel, gimnasta (1980)

## Llocs d'interès
- Museu d'Història de la Immigració de Catalunya[12]
- Refugi antiaeri[13][14]
- Arc gòtic. Aquesta portada són les restes de l'església del convent carmelita de Barcelona, ja desaparegut.[15][16]
- Central tèrmica de Sant Adrià de Besòs ("Les Tres Xemeneies")
- Arxiu Municipal de Sant Adrià de Besòs "Isabel Rojas Castroverde"
- Edifici Polydor
- Fàbrica de cartró Llandrich

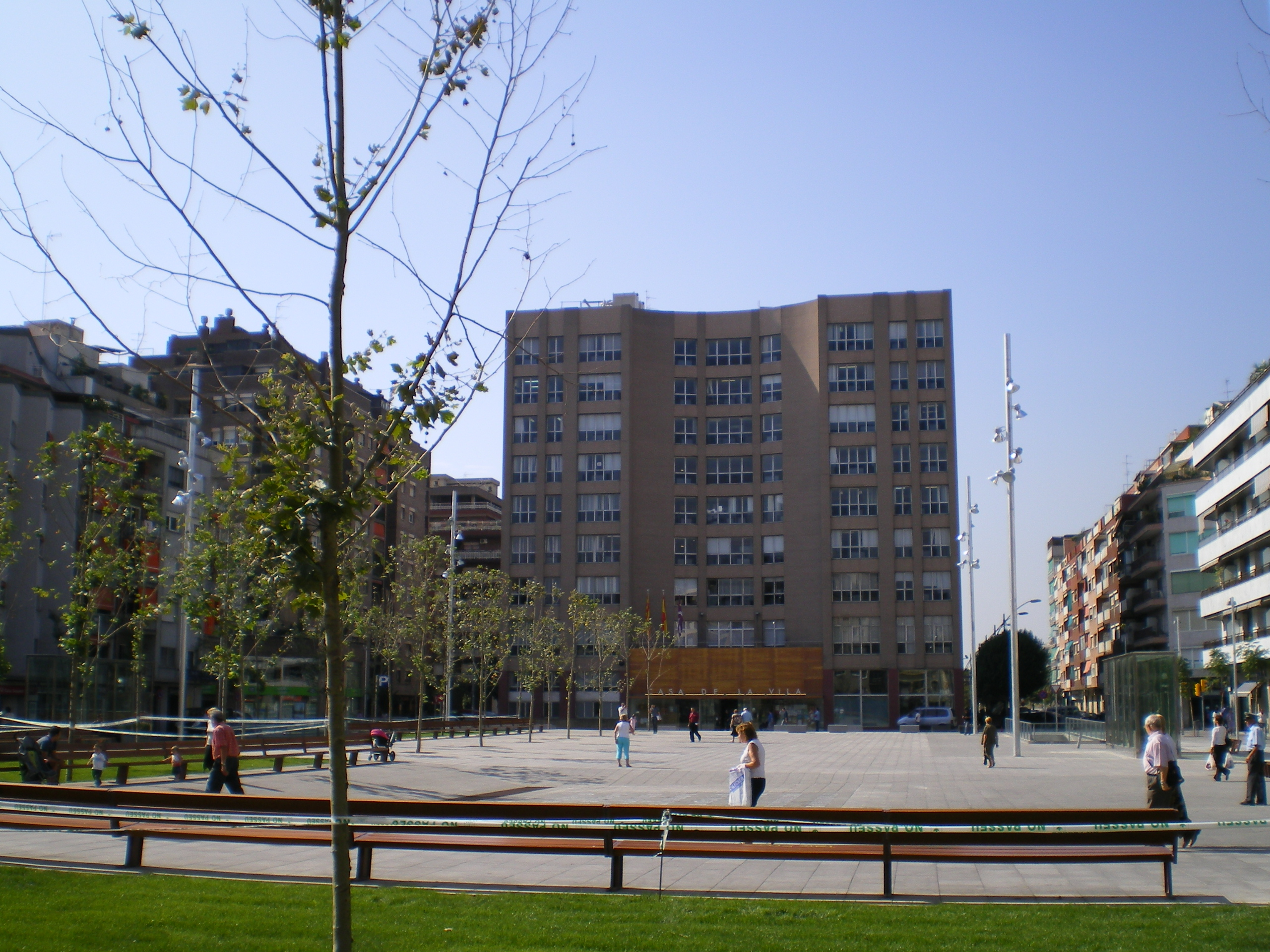
Plaça de la Vila i Ajuntament.
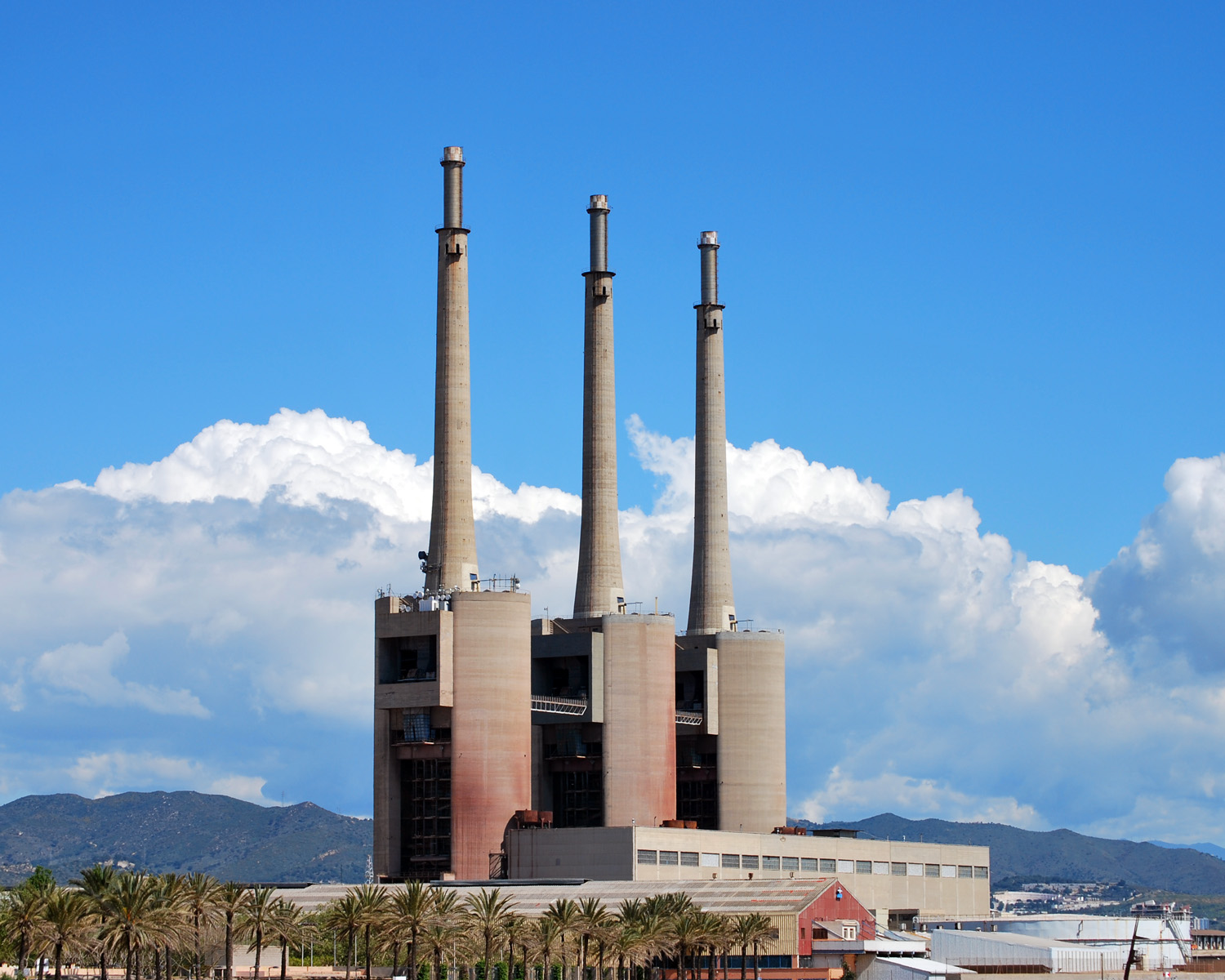
"Les Tres Xemeneies" de la Central tèrmica de Sant Adrià de Besòs.

## Transport
El municipi compta amb transports públics que el connecten amb Barcelona, Badalona i Santa Coloma de Gramenet.
Hi ha una línia de metro (Línia 2), tramvia, Renfe, autobús i nitbus (N11, N6,N2,i N9,)

### Carreteres
El municipi té accés a les següents:
- C-31 eix de la costa (anteriorment anomenat A19).
- E-15 E-90 N-II
- B10, B20 (Rondes)